# Winnertzia fungicola
Winnertzia fungicola är en tvåvingeart som beskrevs av Ephraim Porter Felt 1921. Winnertzia fungicola ingår i släktet Winnertzia och familjen gallmyggor.
Artens utbredningsområde är New Jersey. Inga underarter finns listade i Catalogue of Life.